# Amnja
Die Amnja (russisch Амня) ist ein 374 km langer linker Nebenfluss des Kasym im Autonomen Kreis der Chanten und Mansen/Jugra in Westsibirien.

## Flusslauf
Die Amnja entspringt westlich des Sibirischen Landrückens. Sie fließt in überwiegend nördlicher Richtung durch sumpfiges Gelände im Bereich der Westsibirischen Tiefebene und weist dabei zahllose Mäander und Altarme auf. Etwa 15 km vor ihrer Mündung liegt die Siedlung Kasym am westlichen Flussufer. Am dortigen Pegel beträgt der mittlere Abfluss 62 m³/s. Schließlich mündet der Fluss etwa 15 km östlich von Belojarski in den Kasym.

## Hydrologie
Die Amnja entwässert ein Areal von 7210 km². In den Monaten Mai und Juni – während des Frühjahrshochwassers – erreicht die Amnja monatliche gemittelte Abflüsse von 164 bzw. 120 m³/s.